# 国民革命军第一〇六军
国民革命军第一〇六军，是郝鹏举的余部改编。

## 历史
1946年12月，郝鹏举投降蒋介石之后，所属部队被改编为第42集团军。1947年2月，在江苏东海白塔埠被华东野战军击溃，郝鹏举被俘。第42集团军余部由郝鹏举副手毕书文接替总司令职务，1947年3月中旬移防到盐城、阜宁、大丰县及通榆公路沿线集镇。 1947年8月12日，华东野战军第十一纵、十二纵发起叶挺城战役，全歼驻守盐城的第42集团军第一师，俘虏该师师长李铁民少将、副师长彭定一少将、师参谋长张培五上校、集团军副参谋长韩伊明少将，团长李怀德、朱子厚、郑恕德以下3,221人，另生俘还乡团、小保队、县长刘先沛以下政府官员3,500余人，毙伤500余人，缴获火炮掷弹筒150门（具）、轻重机枪170余挺，长短枪3,300余支，子弹30余万发，卡车32辆，汽艇3艘，电台8部。时任十一纵副司令员兼参谋长胡炳云回忆：“这批军用物资，直到渡江战役结束，还仍未全部消耗完。”
1947年8月25日改编为“暂编第23师”，辖第45旅、第46旅，每旅辖2个团，驻防泰兴、靖江等地。
- 师长毕书文中将，副师长曾纪瑞，师部驻黄桥镇
- 第45旅，驻泰兴，旅长曾纪瑞（兼），副旅长张奇
- 第46旅，驻靖江，旅长乜廷宾，参谋长卞超，团长崔凤鸣

1948年10月暂编第23师（辖2旅6团）扩编为第一〇六军毕书文任中将军长，在芜湖、繁昌、铜陵等地江防。为改造这支反复无常的杂牌，1948年11月1日蒋介石任命西北军出身的王修身为军长，毕书文调任首都卫戍总司令部中将副总司令。 1949年4月渡江战役中，军部率部队南逃，被追歼于浙赣路附近地区，第192师覆灭，副军长曾纪瑞被俘。军长王修身率第281师及拨归该军指挥的第318师解景和部逃抵福州。福州军事会议决定撤销该军，部队编入第九十六军（军长于兆龙），王修身调第六兵团副司令官。拖到1949年8月福州战役开始也没编并。第318师投共接受人民解放军改编。其余部队逃往平潭岛，后撤至台湾并入212师。